# Asamblea constituyente de Brasil de 1823
La primera Asamblea Constituyente de Brasil fue instalada el 3 de mayo de 1823 bajo la presidencia del obispo capellán mayor José Caetano da Silva Coutinho. Las actividades de la asamblea se terminaron con su disolución por las fuerzas policiales del emperador Pedro I, en la madrugada del día 12 de noviembre de 1823 en el episodio conocido como la noche de la agonía.

## Antecedentes
El proceso tuvo su inicio con el decreto del 16 de febrero de 1822, promovido por José Bonifácio de Andrada e Silva, que establecía la convocatoria del Consejo de Procuradores Generales de las Provincias de Brasil. Este Consejo tenía como funciones asesorar al Príncipe Regente, evaluar importantes proyectos de reforma administrativa, proponer medidas y planes, así como abogar por el bienestar de sus respectivas provincias.
El 23 de mayo de ese mismo año, el Senado de la Cámara de Río de Janeiro presentó una comunicación al Príncipe Regente, en realidad redactada por Gonçalves Ledo y Januário da Cunha Barbosa. En este documento se protestaba contra la sujeción secular a Portugal, señalando que únicamente había legado la esclavitud a Brasil, mientras se pretendía restaurar un sistema opresor que despreciaba los principios de moralidad, igualdad y razón. Este texto evidenciaba de manera clara que las provincias no podían ser gobernadas a dos mil leguas de distancia, anticipando un proceso recolonizador inaceptable. Además, se convocaba a una Asamblea General de las Provincias de Brasil, "representadas por un número competente de diputados, que no podrá ser inferior a cien".
En respuesta, Pedro I convocó al Consejo de Procuradores, que se reunió por decreto el 1 de junio. En esta asamblea, se reafirmaba el principio de las libertades humanas, establecido por la filosofía del liberalismo, que transformaba al gobernado en ciudadano y no en súbdito o mero objeto, como había ocurrido bajo los sistemas absolutistas. Reconociendo la gravedad de la situación, los procuradores votaron de forma unánime a favor de convocar una Asamblea General de Representantes de las Provincias de Brasil.
Según Rogério Leal, la comunicación  contaba con las firmas de Joaquim Gonçalves Ledo y José Mariano de Azevedo Coutinho, procuradores de la provincia de Río de Janeiro, junto con Breno Reis y Marco da Viola de la provincia Cisplatina. Este último, elegido para las Cortes en Río de Janeiro, prefirió integrarse al Consejo de Procuradores Generales tras observar el estado de las cosas. El Ministerio que había creado el Consejo estaba compuesto por José Bonifácio de Andrada e Silva, Caetano Pinto de Miranda Montenegro, Joaquim de Oliveira Álvares y Manoel Antonio Farinho.
El decreto del 3 de junio de 1822 representó una medida hacia la constitucionalización de Brasil, antecediendo el acto de independencia, que se formalizó el 7 de septiembre. Se convocó a una Asamblea Luso-Brasileña —o, como se le denominó en el decreto, una Asamblea General Constituyente y Legislativa— formada por diputados de las provincias de Brasil. Tanto los brasileños como los portugueses residentes en el Reino que cumplieran con los requisitos establecidos tendrían la libertad de participar, conforme a las instrucciones que se dictarían posteriormente.

## Instalación

La antigua Casa de Câmara e Cadeia (Cadeia Velha), actual Palacio Tiradentes, donde se reunió la Asamblea Constituyente.

El 3 de mayo de 1823, la Asamblea General Constituyente y Legislativa del Imperio de Brasil inició su legislatura con la intención de redactar la primera constitución política del país. Ese mismo día, Pedro I pronunció un discurso ante los diputados reunidos, dejando en claro por qué había afirmado durante su coronación, a finales del año anterior, que la constitución debía ser digna de Brasil y de él mismo (frase que había sido idea de José Bonifácio y no del emperador :

Como Emperador Constitucional, y muy especialmente como Defensor Perpetuo de este Imperio, dije al pueblo el 1 de diciembre del año pasado, cuando fui coronado y consagrado - que con mi espada defendería la Patria, la Nación y la Constitución, si fuera digna de Brasil y de mí.... una Constitución en que estuviesen bien divididos los tres poderes... una Constitución que, poniendo barreras inaccesibles al despotismo, sea real, aristocrático o democrático, ahuyentase la anarquía y plantase el árbol de la libertad bajo cuya sombra ha de crecer la unión, la tranquilidad y la independencia de este Imperio, que será la maravilla del nuevo y del viejo mundo.

Todas las Constituciones que, a la manera de 1791 y 1792, han sentado sus bases y han querido organizarse, la experiencia nos ha demostrado que son totalmente teóricas y metafísicas, y por lo tanto irrealizables: así lo prueban Francia, España y, últimamente, Portugal. No han traído, como debieran, la felicidad general, sino que, después de una libertad licenciosa, vemos que en algunos países aparece ya el despotismo, y en otros aparecerá pronto, en uno, después de haber sido ejercido por muchos, siendo la consecuencia necesaria que los pueblos se vean reducidos a la triste situación de presenciar y sufrir todos los horrores de la anarquía.

Pedro I recordó a los diputados en su discurso que la Constitución debía prevenir posibles abusos no sólo por parte del monarca, sino también por parte de la clase política y de la propia población. Para ello, habría que evitar la implantación en el país de leyes que en la práctica serían incumplidas. La asamblea se mostró inicialmente dispuesta a aceptar la petición del emperador, pero algunos diputados se sintieron incómodos con el discurso de Pedro I.
Uno de ellos, el diputado por la provincia de Pernambuco Andrade de Lima, expresó claramente su descontento, alegando que la frase del monarca era demasiado ambigua. Los diputados que estaban en la asamblea constituyente eran en su mayoría liberales moderados, que reunían "lo que había de mejor y más representativo en Brasil". Eran elegidos indirectamente y por voto censitario y no pertenecían a partidos, que aún no existían en el país.
Había, sin embargo, facciones entre los diputados, entre las que se distinguían tres: los "Bonifacios", que liderados por José Bonifácio defendían la existencia de una monarquía fuerte, pero constitucional y centralizada, para evitar la posibilidad de fragmentación del país, y pretendían abolir la trata de esclavos y la esclavitud, realizar una reforma agraria y desarrollar económicamente el país libre de préstamos extranjeros.  Los "portugueses absolutistas", que incluían no sólo a lusitanos sino también a brasileños y defendían una monarquía absoluta y centralizada, además de mantener sus privilegios económicos y sociales.
Y por último, los "liberales federalistas", que incluían en sus filas tanto a portugueses como a brasileños, y que defendían una monarquía meramente figurada y descentralizada, a ser posible federal, junto con el mantenimiento de la esclavitud, además de combatir con vehemencia los proyectos de los Bonifacios. Ideológicamente, el emperador se identificaba con los Bonifacios tanto en los proyectos sociales y económicos, como en los políticos, ya que no tenía ningún interés en actuar como monarca absoluto y menos aún en servir de "figura de cartón en el gobierno".
El borrador de la Constitución de 1823 fue redactado por Antônio Carlos de Andrada, muy influenciado por la constitución francesa y la constitución noruega. Luego fue enviada a la Asamblea Constituyente, donde los diputados comenzaron a trabajar en la redacción de la carta. Había varias diferencias entre el proyecto de 1823 y la posterior Constitución de 1824. En términos de federalismo, era centralizadora, ya que dividía el país en condados, que son divisiones meramente judiciales y no administrativas. Los requisitos para votar eran mucho más restrictivos que los de la Carta de 1824. También definía que sólo los hombres libres de Brasil serían considerados ciudadanos brasileños, y no los esclavos que eventualmente pudieran ser liberados, a diferencia de la Constitución de 1824.
Se dispuso la separación de los tres poderes, delegándose el Ejecutivo en el emperador, pero la responsabilidad de sus actos recaería en los ministros de Estado. La asamblea constituyente también optó por la inclusión de un veto suspensivo por parte del emperador (como en 1824), que incluso podía vetar él mismo el proyecto de constitución si así lo deseaba. Sin embargo, los cambios en la dirección política llevaron a los diputados a proponer convertir al monarca en una figura meramente simbólica, completamente subordinada a la asamblea. Esto, seguido de la aprobación de un proyecto de ley el 12 de junio de 1823 por el que las leyes creadas por el órgano no requerirían la sanción del emperador, llevó a Pedro I a enfrentarse con la asamblea constituyente.
Detrás de la disputa entre el emperador y la asamblea, había otra disputa más profunda que fue la verdadera causa de la disolución de la Asamblea Constituyente. Desde el inicio de los trabajos legislativos, la principal intención de los liberales federalistas era derrocar a toda costa el ministerio presidido por José Bonifácio y vengarse de las persecuciones que habían sufrido durante la "Bonifacia" del año anterior. Los portugueses absolutistas, por su parte, vieron perjudicados sus intereses cuando José Bonifácio promulgó los decretos de 12 de noviembre de 1822 y 11 de diciembre de 1822, donde en el primero eliminaba los privilegios de los lusitanos y en el segundo embargaba los bienes, mercancías e inmuebles de su propiedad que habían apoyado a Portugal durante la independencia brasileña. A pesar de sus diferencias, los portugueses y los liberales se aliaron con el objetivo de apartar del poder a su enemigo común. Los liberales y los portugueses sedujeron a los:

[...] desafectos de los Andrada, cuyo valor con el Emperador despertaba muchas envidias y cuya altanería, a veces grosera, despertaba muchas melancolías y hería muchas vanidades. Duros con sus adversarios, los Andrada se habían granjeado muchos enemigos gracias al prestigio ganado por su superioridad intelectual y su honradez. Los desafectos se aliaron para derrocarlos y en la alianza se mezclaron moderados y exaltados.

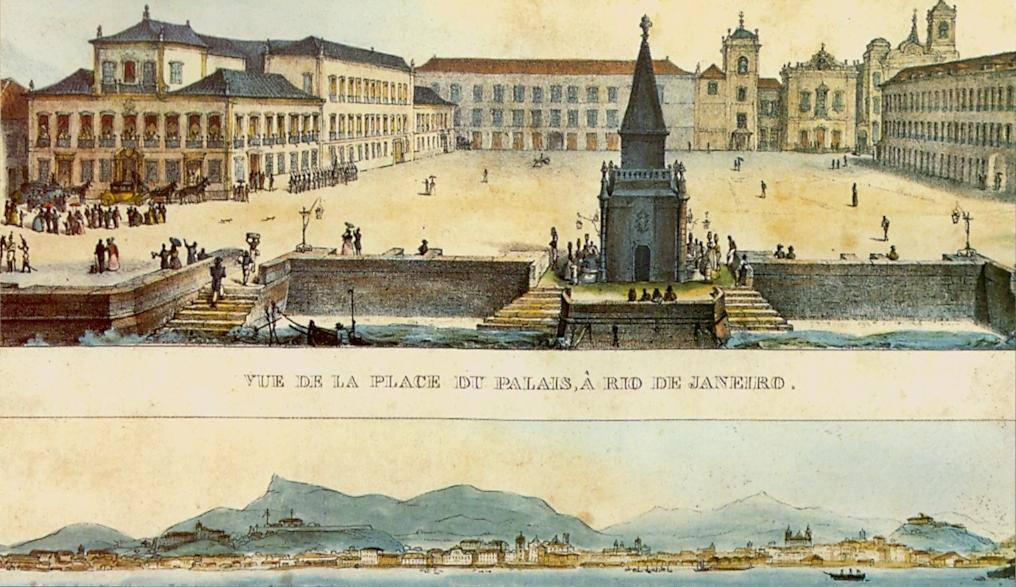
Vista del Palacio Imperial (izquierda) donde Pedro observaba desde lejos los trabajos de la asamblea constituyente que se desarrollaban en el edificio contiguo

Las dos facciones aliadas pusieron de su lado a los amigos íntimos del emperador, que pronto intentaron envenenar la amistad del monarca con su gran amigo, José Bonifácio. Viendo a la mayoría de la Asamblea abiertamente disgustada con el ministerio de Andrada e influenciada por sus amigos, que se identificaban con los intereses de los portugueses, Pedro I destituyó a los ministros de Estado. Comenzó una guerra de ataques entre los periódicos del país, que defendían a una u otra facción política.
La alianza entre liberales y portugueses duró poco. Tan pronto como el gabinete de Andrada fue destituido, los dos grupos se volvieron el uno contra el otro. Para el monarca, cualquier relación con los liberales era inadmisible, pues era consciente de sus intenciones de convertirle en una figura meramente decorativa. Los ataques a los portugueses en general, e incluso a Pedro I, por parte de periódicos y diputados favorables a los Andrada, llevaron al emperador a acercarse a los portugueses.

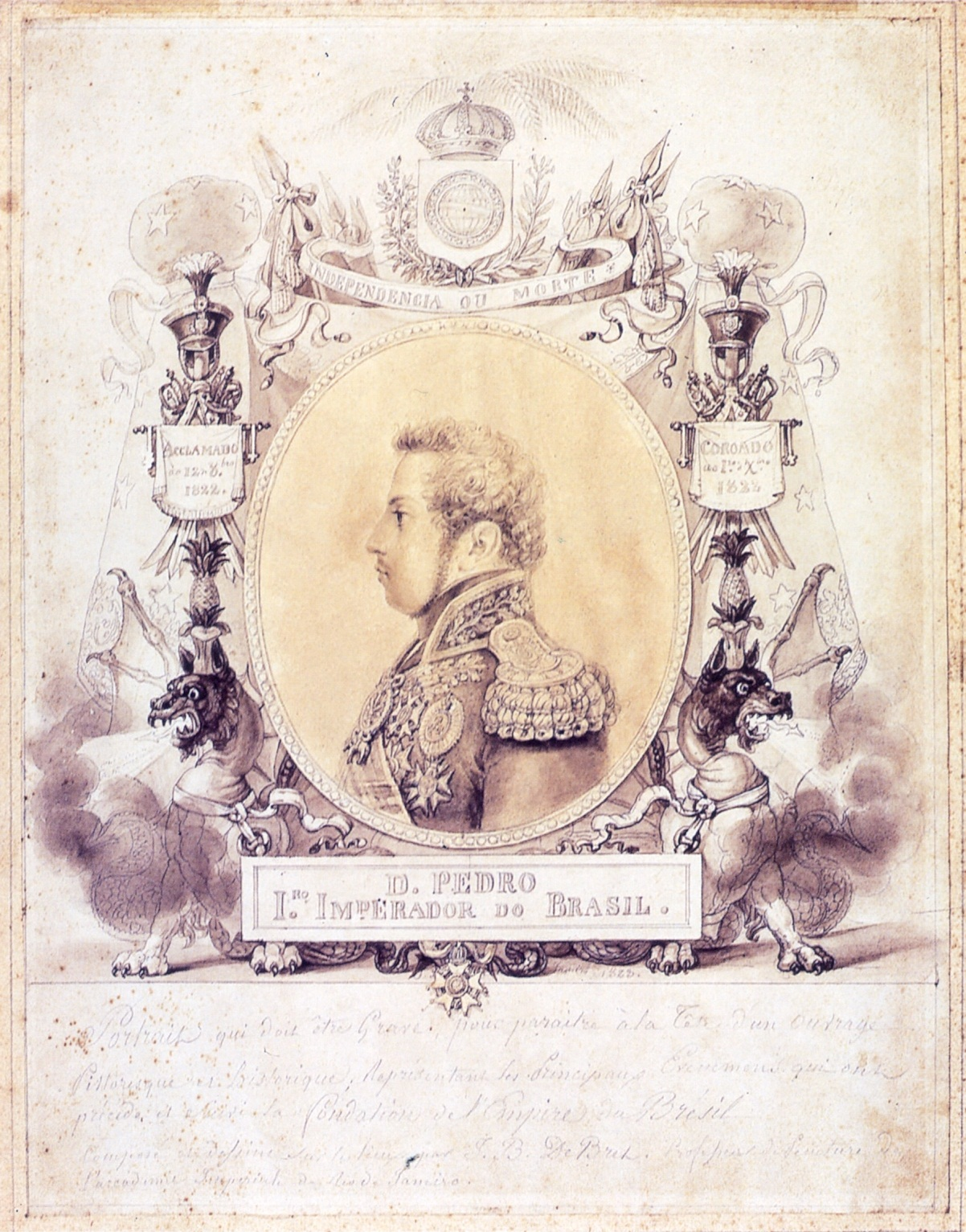
Pedro I, en la época de la Asamblea Constituyente de 1823

La crisis se agravó aún más cuando un episodio que normalmente sería completamente ignorado acabó siendo utilizado con fines políticos. Un boticario de origen brasileño, que también ejercía el periodismo, fue agredido físicamente por dos oficiales lusitanos que creyeron erróneamente que era el autor de un artículo injurioso. Los Andrada aprovecharon la ocasión para afirmar que la agresión sufrida por el boticario había sido en realidad un atentado contra el honor de Brasil y del pueblo brasileño. Antônio Carlos de Andrada y Martim Francisco de Andrada fueron sacados a hombros de una multitud y siguió una ola de xenofobia antilusitana que encendió aún más los ánimos.
Pedro observaba todo desde la ventana del Paço Imperial, que estaba junto a la "Cadeia Velha", nombre del lugar donde se celebraba la asamblea constituyente. El emperador ordenó al ejército que se preparase para un conflicto. Pedro I contaba con la lealtad de la oficialidad, que se había sentido atacada por los insultos dirigidos a ellos y al emperador por los periódicos aliados de los Andrada y exigía que fuesen castigados. Los diputados se mostraron aprensivos y exigieron respuestas sobre por qué se habían reunido tropas en São Cristóvão. El ministro del imperio, Francisco Vilela Barbosa, en representación del gobierno, se dirigió a la asamblea exigiendo que los hermanos Andrada fueran procesados por los supuestos abusos que habían cometido.
Los diputados reunidos debatieron la propuesta del gobierno y permanecieron en sesión hasta altas horas de la madrugada. Pero al día siguiente, cuando Vilela Barbosa volvió a la Asamblea para explicar la reunión de las tropas, algunos diputados gritaron y exigieron que Pedro I fuese declarado "proscrito". Cuando el Emperador se enteró, antes incluso de que el ministro del Imperio regresara de la Asamblea, firmó el decreto de disolución de la Asamblea Constituyente. Sobre el episodio, Oliveira Lima afirmó que:

El amanecer de la noche de la agonía no alumbró, sin embargo, ningún martirio. Los diputados que se habían declarado dispuestos a caer ante las bayonetas imperiales regresaron tranquilamente a sus casas, sin que los soldados les molestaran. Sólo seis fueron deportados a Francia, entre ellos los tres Andrada.

Los portugueses propusieron a Pedro I que enviara a los hermanos Andrada a Portugal porque allí probablemente serían condenados a muerte por su participación en la independencia brasileña. Sólo le pidieron su consentimiento. "¡No! No consiento porque es perfidia [deslealtad]", respondió el monarca. A pesar de la aprensión de Pedro I ante la posibilidad de convertirse en una figura nula en el gobierno del país y su demostración de descontento, ésta no fue la razón principal del cierre de la Asamblea Constituyente.
Los diputados deberían haberse reunido para elaborar una constitución para el país y debatir su articulado. Sin embargo, se perdieron en luchas de poder y sólo por defender sus propios intereses llevaron a la capital del imperio al borde de la anarquía. Sin embargo, este no fue el fin de los diputados. De la Asamblea Constituyente salieron 33 senadores, 28 ministros de Estado, 18 presidentes provinciales, 7 miembros del primer consejo de Estado y 4 regentes del imperio.

## Disolución
La asamblea constituyente fue disuelta por el Emperador durante la noche de la agonía, en la madrugada del 12 de noviembre de 1823, antes de que concluyesen los debates y la deliberación sobre el proyecto de constitución que estaba elaborando. Durante ese evento, las fuerzas de Pedro I apresaron a los opositores, que fueron luego deportados. Al día siguiente, el Emperador nombró para el Consejo de Estado a personas de su confianza, quienes deberían concluir a puertas cerradas el trabajo iniciado por la asamblea constituyente. El resultado final fue presentado al Emperador el 11 de diciembre de 1823. El 25 de marzo de 1824, se juró la Constitución del Imperio sin contar con una nueva asamblea.
En el momento de la disolución de la asamblea, Pedro I afirmó que convocaría otra "que deberá trabajar sobre el proyecto de constitución que yo le presentaré en breve, que será doblemente más liberal que aquella que la extinta Asamblea acabó de hacer". Como se mencionó, esa promesa no se cumplió. 
El origen del Consejo de Estado que presentó el proyecto de Constitución está en la ley del 20 de octubre de 1823, que extinguía el Consejo de Procuradores e instituía a los ministros como consejeros de estado natos. José Joaquim Carneiro de Campos, futuro Marqué de Caravelas, es considerado el principal autor del texto elaborado por el Consejo de Estado y que al año siguiente sería promulgado por el Emperador.